# Oxyparna melanostigmata
Oxyparna melanostigmata är en tvåvingeart som beskrevs av Valery Korneyev 1990. Oxyparna melanostigmata ingår i släktet Oxyparna och familjen borrflugor. Inga underarter finns listade i Catalogue of Life.